# Gosselies

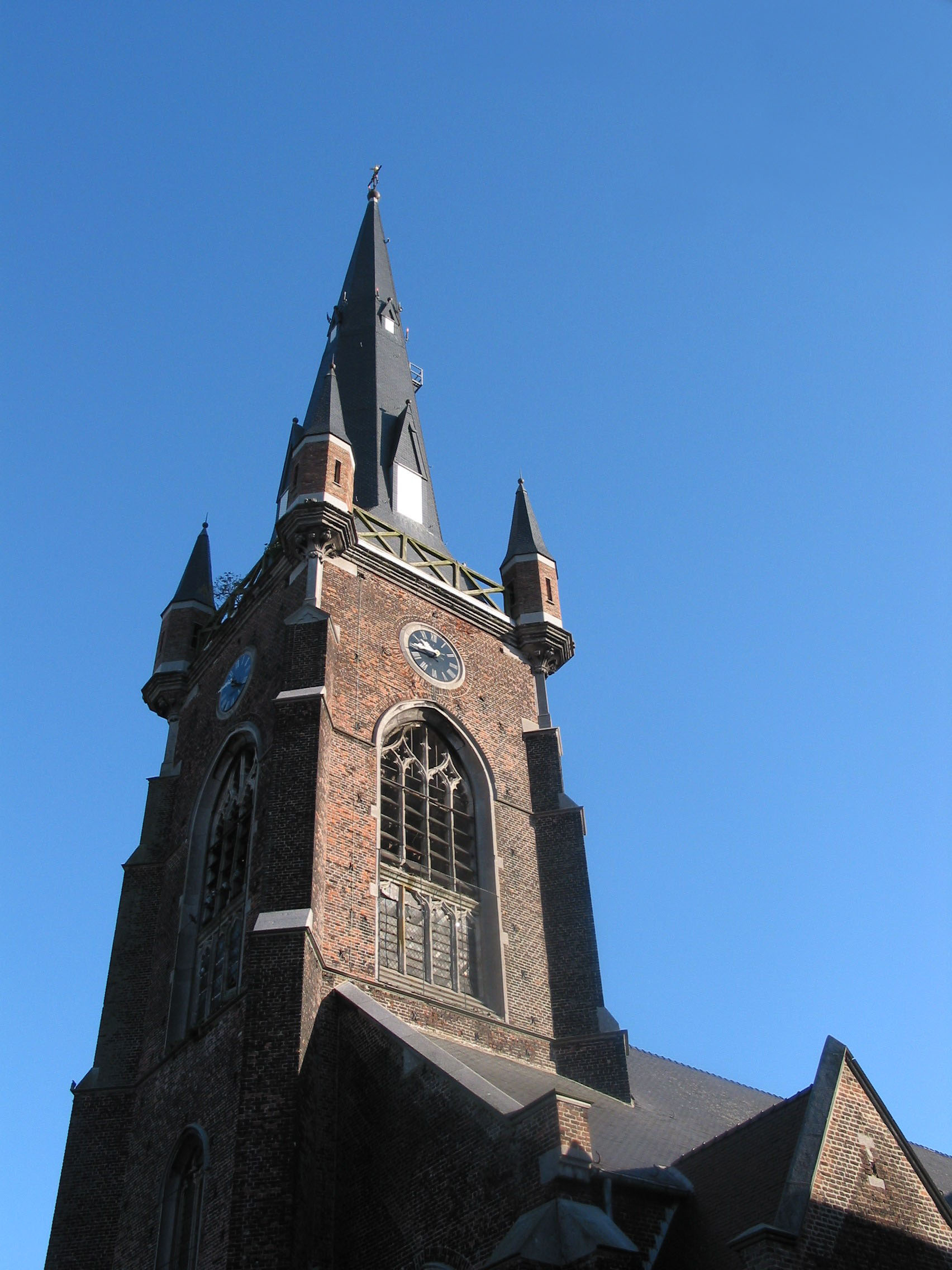
A Saint-Jean-Baptiste templom

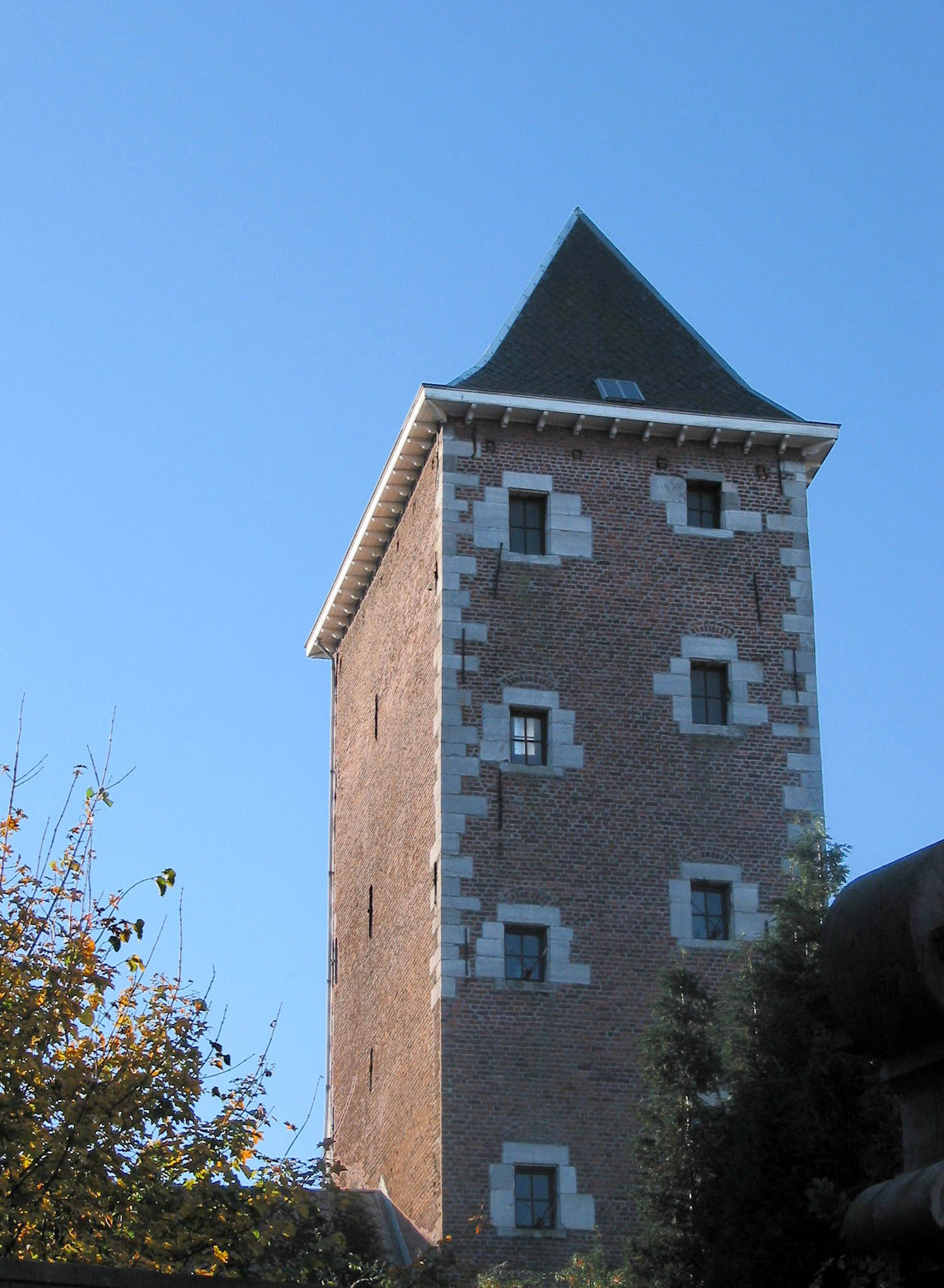
Az 1435-ben épült középkori vártorony

Gosselies település a belgiumi Hainaut tartományban található Charleroi város része. A települést, amelynek területe 12,08 km² és lakossága kb. 11.000 fő, 1977-ben vonták össze a közeli nagyvárossal.
A település nevének első említése 980-ból származik egy adománylevélből.
A település a leginkább ismert a közelben található Brussels South Charleroi Airport repülőtérről, amely Brüsszel alternatív, elsősorban az olcsó diszkont légitársaságok által kedvelt bázisa. A repülőtéren a legtöbb járatot a Ryanair üzemelteti, de ide érkeznek a WizzAir társaság belgiumi járatai is.
A település területén ezen felül számos szupermarket, a "City-Nord" bevásárlóközpont, boltok és iskolák találhatók, amely Charleroi északi részének lakosságát szolgálják. Az "Aéropôle" ipari parkban elsősorban a polgári repüléshez kapcsolódó vállalatok települtek meg, mint például a SONACA  vagy a SABCA . Az amerikai Caterpillar építőipari gépeket gyártó vállalatnak is egy fontos bázisa itt található.
Gosselies a fiatalok körében elsősorban szórakozóhelyeiről ismert, amelyek a "Circus Village" néven ismert környéken találhatók.